# Lewis Hutchinson
Lewis Hutchinson (* 1733 in Schottland; † 16. März 1773 in Spanish Town, Jamaika) war ein schottischer Einwanderer in Jamaika. Er gilt als der erste verzeichnete Serienmörder in Jamaikas Geschichte.

## Leben

### Kindheit und Jugend
Hutchinson, auch bekannt als The Mad Master und The Mad Doctor of Edinburgh Castle, wurde 1733 in Schottland geboren, wo er wahrscheinlich auch Medizin studierte.

### Kriminelle Karriere
In den 1760ern kam Hutchinson nach Jamaika, um das Anwesen Edinburgh Castle zu leiten. Es wird gesagt, dass er das Haus legal erworben habe (heutzutage eine Ruine), seine Viehherde jedoch von herumstreunenden Nachbarsrindern zusammenstahl. Das war nicht die einzige Anschuldigung Hutchinson gegenüber.
Kurz nach Hutchinsons Ankunft in Jamaika begannen Reisende zu verschwinden und es kam der Verdacht auf, dass Hutchinson dafür verantwortlich sein könnte. Im mehrere Kilometer langen Umland von Saint Ann’s Bay war Edinburgh Castle der einzige bewohnte Ort. Viele Reisende rasteten am Anwesen, nicht wissend, dass sie ein Ziel für Hutchinsons Gewehr darstellten. Sie wurden vom Mad Doctor attackiert. Hutchinson mordete aus purem Spaß, welches auch als thrill killing bezeichnet wird, da er Passanten jeder Rasse und jeden Gesellschaftsstandes umbrachte.
Was wahr ist an Hutchinsons Morden, ist umstritten. Er soll einsame Wanderer erschossen und sich am Blut seiner Opfer gelabt sowie sie zerteilt haben. Er, oder nach anderen Quellen, seine Sklaven, hätten dann die Überreste in einen Lindenblättrigen Eibisch oder eine Doline geworfen, zum Fressen für die Tiere. Die Doline wurde bekannt als Hutchinson’s Hole. Zudem soll er Gäste eingeladen haben, um unterhalten zu werden, bevor er sie tötete.

### Gefangennahme

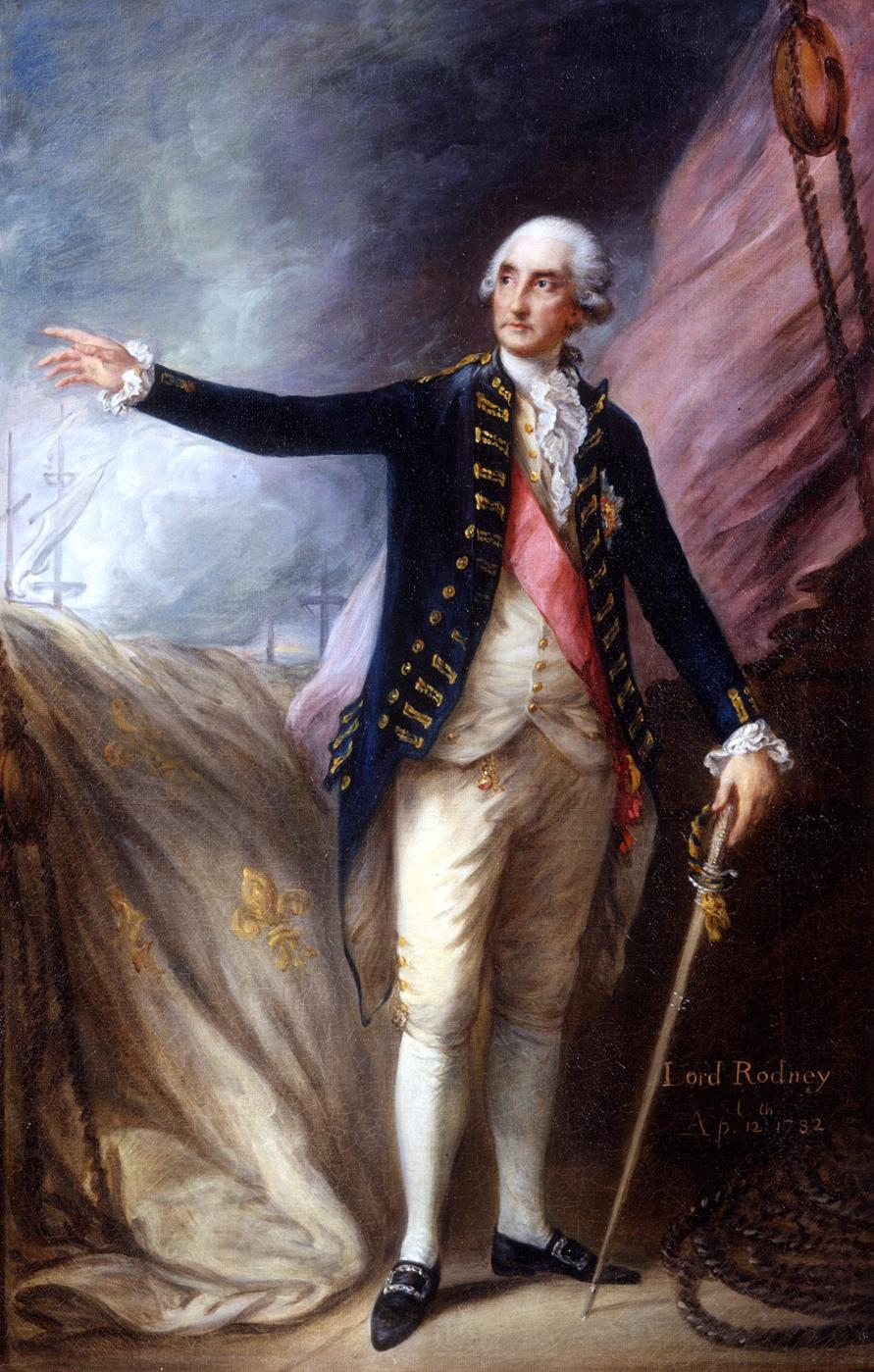
Hutchinson wurde von Admiral Rodney festgenommen

Hutchinsons Ruf für seine Ausschweifungen machten ihn bekannt und viele mieden ihn deswegen aus Furcht. Geschichten seiner Sklaven von schrecklicher Behandlung und den grauenhaften Details der Morde machten ihn legendär. Das war der Grund, weshalb er solange nicht gefasst wurde, bis er den englischen Soldaten John Callendar erschoss, der ihn festnehmen wollte. Nach dem Mord an Callendar flüchtete er in den Süden nach Old Harbour und ging auf ein Schiff. Die Royal Navy, kommandiert von Admiral Rodney, nahm ihn fest, bevor er entkommen konnte.

### Prozess und Hinrichtung
Kurz nach seiner Ergreifung wurde er angeklagt und für schuldig befunden. Am 16. März 1773 wurde er in Spanish Town gehängt. Die endgültige Anzahl seiner Opfer ist bis heute unbekannt. Bei dem Durchsuchen des Anwesens wurden jedoch 43 Taschenuhren und viele Kleidungsstücke gefunden. Die Aufzeichnungen der Gerichtsverhandlung stehen im Staatsarchiv Jamaikas.